# Rhagoletis metallica
Rhagoletis metallica är en tvåvingeart som först beskrevs av Ignaz Rudolph Schiner 1868.  Rhagoletis metallica ingår i släktet Rhagoletis och familjen borrflugor. Inga underarter finns listade i Catalogue of Life.